# 1531 год в науке
В 1531 году произошли различные научные и технологические события, некоторые из которых представлены ниже.

## События
- В этом году жители Земли могли в очередной раз полюбоваться\ кометой, позднее получившей имя Галлея (перигелий был достигнут 26 августа). Петер Апиан сделал ценное наблюдение, что хвост кометы всегда ориентирован в направлении от Солнца. Предыдущее появление кометы Галлея было в 1456 году, следующее — в 1607 году.

## Публикации
- Георгий Агрикола: «'De lapide philosophico».
- Оронций Финеус: «Epitre Exhortative, Touchant la Perfection & Commodite des Ars Liberaulx Mathematiques».

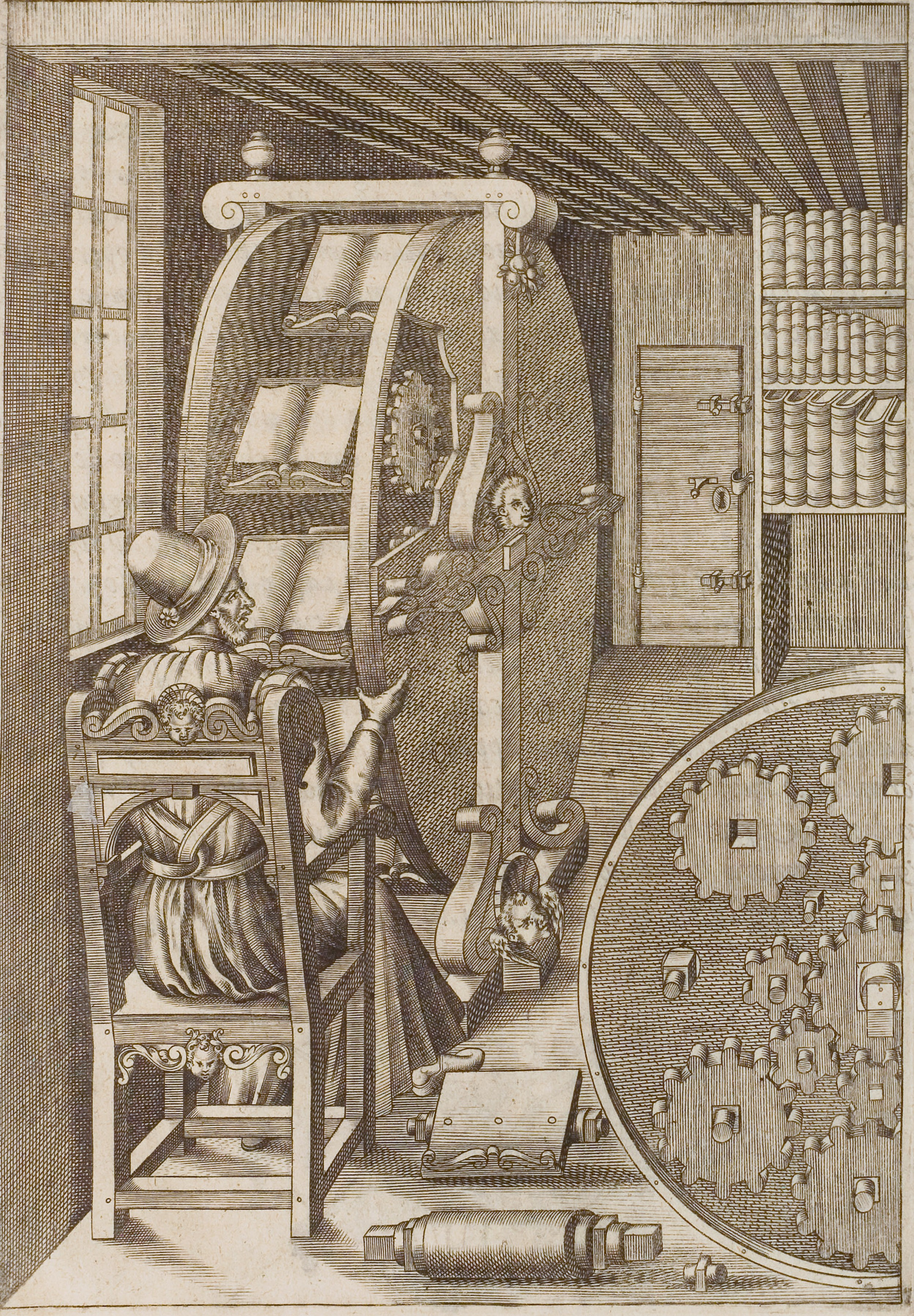
Книжное колесо» Рамелли

- Парацельс: «Paragranum».

## Родились
См. также: Категория:Родившиеся в 1531 году'
- 1 марта – Янош Жамбоки, венгерский гуманист, врач, картограф, философ, филолог-латинист и поэт[1] (умер в 1584 году).
- 7 октября — Сципион Аммирато, флорентийский историк (умер в 1601 году).
- Агостино Рамелли, итальянский инженер (умер около 1600 года).
- Бартоломео Агуэро, испанский хирург (умер в 1597 году).

## Скончались
См. также: Категория:Умершие в 1531 году
- 16 февраля — Иоганн Штёфлер,  немецкий математик, астроном и создатель астрономических инструментов (род. в 1452 году).
- Антонио Пигафетта, участник экспедиции Магеллана, оставивший исторически ценные записки (род. около 1491 года).
- Бенедетто Бордоне, итальянский картограф (род. в 1460 году).
- Фернан Перес де Олива, испанский писатель и педагог (род. в 1494 году).